# 主簿镇
主簿镇，是中华人民共和国安徽省安庆市岳西县下辖的一个乡镇级行政单位。

## 行政区划
主簿镇下辖以下地区：
白果村、金塘村、主簿村、大歇村、南田村和余畈村。